# Galgamácsa
Galgamácsa is een plaats (község) en gemeente in het Hongaarse comitaat Pest. Galgamácsa telt 1971 inwoners (2001).